# Ґодлево-Ґудоше
Ґодлево-Ґудоше (пол. Godlewo-Gudosze) — село в Польщі, у гміні Шульбоже-Велькі Островського повіту Мазовецького воєводства.
Населення — 77 осіб (2011).
У 1975-1998 роках село належало до Ломжинського воєводства.

## Демографія
Демографічна структура станом на 31 березня 2011 року:
|          | Загалом | Допрацездатний вік | Працездатний вік | Постпрацездатний вік |
| -------- | ------- | ------------------ | ---------------- | -------------------- |
| Чоловіки | 38      | 10                 | 27               | 1                    |
| Жінки    | 39      | 13                 | 20               | 6                    |
| Разом    | 77      | 23                 | 47               | 7                    |